# Variance III: "The ‘Torsten In Queereteria’ Remixes"
Variance III: "The ‘Torsten In Queereteria’ Remixes" es el álbum de remezclas de Torsten in Queereteria la banda sonora del musical del mismo nombre, escrita por Barney Ashton-Bullock, con música de Christopher Frost y cantada íntegramente por Andy Bell, cantante de Erasure.

## Listado de canciones
| Part Two - The Remixes |                                                         |          |  |
| N.º                    | Título                                                  | Duración |  |
| 1.                     | «Not Opting Out» (Matt Pop Club Mix)                    |          |  |
| 2.                     | «We Hadn't Slept For Twenty Years» (Bronski Neat Remix) |          |  |
| 3.                     | «I Don't Like» (Bronski Neat Remix)                     |          |  |
| 4.                     | «Lowland Lowriders» (Jerome Froese Retouched Mix)       |          |  |
| 5.                     | «We Hadn't Slept For Twenty Years» (Shelter's New Mix)  |          |  |
| 6.                     | «Lead Me» (Bonus track)                                 |          |  |
| 7.                     | «Judgement» (Bonus track)                               |          |  |
| 8.                     | «If We Want to Drink a Little» (Andy Bell Solo version) |          |  |
| 9.                     | «Silence is Golden» (Radio Edit)                        |          |  |
| 10.                    | «We Hadn't Slept For Twenty Years» (Radio version)      |          |  |
| 11.                    | «Not Opting Out» (Matt Pop Radio Edit)                  |          |  |